# Épices Rabelais
 (avril 2025).
- Si vous ne connaissez pas le sujet, laissez ce bandeau (vous pouvez alors contacter les auteurs).
- Si vous supprimez le contenu mis en cause (vous pouvez préalablement contacter les auteurs),

argumentez précisément cette suppression dans la page de discussion
(un manque de référence n'est pas un argument ; une recherche réelle de référence doit avoir été effectuée, être formellement documentée).
Épices Rabelais est un mélange d'épices créé à Marseille, en 1880, par Raynaud de Mazan. Historiquement dénommé « Poivre Rabelais », le mélange se compose d'épices et d'aromates et clame à l'époque des vertus thérapeutiques (digestives notamment), ce que viendra approuver la Société de Médecine de France en 1898.
Aujourd'hui le mélange n'est plus connu pour ces vertus supposées, mais il reste très utilisé en cuisine, et dans la tradition charcutière française.

## Secret de composition
Le mélange Épices Rabelais associe des épices d'Afrique, d'Asie et des herbes de Provence. Les ingrédients exacts, leur dosage et le mode de trituration du mélange sont tenus secrets. Sur les boîtes vendues dans le commerce est seulement spécifié « épices et aromates ». Le Laboratoire d'herboristerie générale, propriétaire de la marque et actuel unique détenteur du secret de fabrication, indique, quant à lui, que « les épices Rabelais sont composées de substances végétales aromatiques d'origine exotique et indigène ». Le laboratoire continue de produire le mélange sur une machine conçue uniquement pour lui.
En 2025, le secret semble en partie levé, puisqu'on peut lire au bas de la petite boîte de carton : « romarin, coriandre, laurier, sarriette, fenouil, anis, mélange d'aromates, girofle, cannelle, muscade, mélange d'épices. »

## Utilisation
Le mélange Épices Rabelais est particulièrement apprécié dans la fabrication de salaisons et charcuteries. On les retrouve dans la composition de saucisses, saucissons, pâtés, jambons etc. Elles s'utilisent également sur des tajines, des viandes, des poissons, des coquillages et des crustacés, ou des spécialités régionales, comme le chou farci, la poule au pot, les rissoles ou le grenier médocain.